# Lierjuven
Der Lierjuven ist ein Nunatak in der Heimefrontfjella des ostantarktischen Königin-Maud-Lands. Er ragt aus dem Pionerflaket nordöstlichen Teil der Sivorgfjella auf.
Wissenschaftler des Norwegischen Polarinstituts benannten ihn 1967 nach Per Lie (1907–1945), einem norwegischen Gewerkschaftssekretär und Anführer der Widerstandsbewegung gegen die deutsche Besatzung Norwegens im Zweiten Weltkrieg, der am 5. März 1945 im KZ Dachau an Typhus gestorben war.